# Precessão

Precessão de um giroscópio.

A precessão é um fenômeno físico que consiste na mudança do eixo de rotação de um objeto, causando um efeito giroscópico observado nos movimentos dos pontos de referência celestes, pode ser explicado pela análise vetorial das grandezas envolvidas: torque e momento angular.

## No eixo terrestre
A precessão do eixo de rotação da Terra é um efeito devido à ação das forças diferenciais gravitacionais do Sol e da Lua no planeta Terra.
A Terra não é esférica, mas sim achatada nos pólos e bojuda na linha do equador, onde o diâmetro equatorial é cerca de 40 km maior do que o diâmetro polar; diferença determinada pelo astrônomo frânces Jean Richer (1630-1696). Somado a este fato, o plano do equador terrestre, o plano do bojo equatorial, está inclinado 23° 26' 21,418" em relação ao plano da eclíptica, que por sua vez está inclinado 5° 8' em relação ao plano da órbita da Lua. Apresentando um ciclo de precessão de 25 770 anos, correspondente à variação da Eclíptica em relação à linha do Equador.
Isto faz com que forças diferenciais (que ficam mais significativas nos dois bojos da Terra) tendam não apenas a torná-la mais achatada, mas também a "endireitar" o seu eixo, alinhando-o com o eixo da eclíptica. 
Estando a Terra em rotação, seu eixo não se alinha com o eixo da eclíptica, mas precessiona em torno dele; da mesma forma que um pião posto a girar precessiona em torno do eixo vertical ao solo.

## Cálculo
Com a rotação a força (F) é aplicada a uma distância r do centro, que gera um torque (N) perpendicular à força (N=r × F, onde N, r e F são vetores que criam a rotação). No caso de um pião, o seu peso (força) gera um torque (N= r x mg, onde r é o vetor posição do centro de massa do pião em relação ao ponto de contato com o solo, e mg é a força peso), assim o torque N é paralelo ao solo, perpendicular à força peso, e perpendicular ao momentum angular de rotação do pião. Em módulo, seu valor é N=mgr sen(θ), sendo θ o ângulo de inclinação do eixo do pião em relação à vertical ao solo.
Como o torque é identico a: N=dL / dt, o seu efeito é variar o momentum angular do pião (variação é dL= N dt), ou seja, tem a mesma direção de N.
Sendo L e N perpendiculares, o torque não altera o módulo de L, mas apenas sua direção, fazendo-o precessionar em torno do eixo perpendicular ao solo.
No caso da Terra, as forças gravitacionais do Sol e da Lua produzem um torque que tenta alinhar o eixo de rotação da Terra com o eixo da eclíptica, mas como esse torque é perpendicular ao momentum angular de rotação da Terra, seu efeito muda a direção do eixo de rotação sem alterar a inclinação.